# William Klaus
William Klaus (Dois Irmãos, 11 januari 1994) is een Braziliaans voetballer die sinds januari 2023 uitkomt voor RWDM.

## Carrière
Klaus genoot zijn jeugdopleiding bij Grêmio, SC Internacional en SE Juventude. Op 12 maart 2015 maakte hij zijn officiële debuut in het eerste elftal van Juventude: in de Campeonato Gaúcho mocht hij meteen een hele wedstrijd meespelen tegen União Frederiquense de Futebol. In het seizoen 2016 trad hij met de club ook aan in de Série C. Dat seizoen bereikte hij met Juventude ook de kwartfinale van de Copa do Brasil, waarin de club na strafschoppen gewipt werd door Atlético Mineiro.
In januari 2017 maakte Klaus op huurbasis de overgang naar zijn ex-club SC Internacional, die in het seizoen 2016 uit de Série A was getuimeld. Na afloop van het seizoen 2017, waarin Internacional zijn terugkeer naar het hoogste niveau forceerde, maakte Klaus op definitieve basis de overstap naar de club uit Porto Alegre.
Na drie seizoenen bij Internacional maakte Klaus in januari 2020 de overstap naar eersteklasser Ceará SC. Hier bleef hij twee seizoenen spelen en won hij in zijn debuutseizoen de Copa do Nordeste.
In januari 2022 verhuisde hij naar Botafogo FR, dat in het seizoen 2021 zijn terugkeer naar de Série A had geforceerd. Met slechts drie officiële wedstrijden op zijn teller (twee in de Série A en één in de Copa do Brasil) stuurde Botafogo hem in juli 2022 op huurbasis naar reeksgenoot Atlético Clube Goianiense. Met deze club plaatste hij zich bijna voor de finale van de Copa Sudamericana – Goianiense werd in de halve finale pas na strafschoppen gewipt door São Paulo FC –, maar degradeerde hij ook naar de Série B.
Eind januari 2023 liet Botafogo de verdediger op definitieve basis vertrekken naar RWDM, zijn Belgische zusterclub die op dat moment volop voor de titel streed in Eerste klasse B. In zijn eerste halve seizoen speelde Klaus geen enkele officiële wedstrijd voor RWDM, dat zich op 13 mei 2023 promoveerde van de kampioenstitel en bijbehorende promotie. Na de promotie veroverde Klaus een basisplaats van RWDM, dat in het tussenseizoen afscheid had genomen van sterkhouder Jake O'Brien.
1 Lathouwers ·
3 Halilou ·
4 Doudaev ·
5 De Sart ·
6 Halifa ·
7 Montes ·
8 Abe ·
9 Parzyszek ·
10 Robail ·
11 Ziani ·
15 Laâziri ·
17 Barry ·
20 Poku ·
21 Marsoni ·
22 Soelle Soelle ·
23 Del Piage ·
26 Kestens ·
28 Hubert ·
29 Maurer ·
30 Baghli ·
31 Dodeigne ·
43 Sousa ·
49 Sapata ·
51 Preijs ·
53 Messad-Kouchiche ·
60 Awudu ·
70 Nkurunziza ·
77 Biron ·
83 Lemmens ·
84 El Arouch ·
99 Benjdida ·
Coach: Ferrera
· Assistent-coach: Baherlé
· Assistent-coach: De Camargo